# 8973 Пратінкола
8973 Пратінкола (8973 Pratincola) — астероїд головного поясу, відкритий 30 вересня 1973 року.
Тіссеранів параметр щодо Юпітера — 3,509.